# Saison 1 d'American Housewife
Chronologie
Saison 2
Cet article présente le guide des épisodes de la première saison de la série télévisée américaine American Housewife.

## Généralités
- Aux États-Unis, la saison a été diffusée du 11 octobre 2016 au 16 mai 2017 sur le réseau ABC.
- Au Canada, la saison est initialement diffusée le samedi suivant à partir du 15 octobre 2016 sur le réseau CTV[1], ainsi que sur CTV Two en simultané ou en différé.

## Distribution

### Acteurs principaux
- Katy Mixon : Katie Otto
- Diedrich Bader : Jeff Otto
- Meg Donnelly (Johnny Sequoyah dans le pilote) : Taylor Otto
- Daniel DiMaggio : Oliver Otto
- Julia Butters : Anna-Kat Otto
- Carly Hughes : Angela
- Ali Wong : Doris

### Acteurs récurrents
- Leslie Bibb : Viv
- Jeannette Sousa : Suzanne
- Kate Flannery : Sandy
- Wendie Malick : Kathryn, mère de Katie[2] (épisode 6)
- Jessica St. Clair : Chloe Brown Mueller
- Timothy Omundson : Stan Lawton

## Épisodes

### Épisode 1: Titre français inconnu (Pilot)
- États-Unis : 11 octobre 2016 sur ABC[3]
- Canada : 15 octobre 2016 sur CTV[4]

- États-Unis : 6,61 millions de téléspectateurs[5] (première diffusion)

- Johnny Sequoyah (Taylor)
- Leslie Bibb (Viv)
- Mackenzie Marsh (Gail)
- Jeremy Howard (Nude Norman)
- Jeannette Sousa (Suzanne)

### Épisode 2: Titre français inconnu (The Nap)
- États-Unis : 18 octobre 2016 sur ABC
- Canada : 22 octobre 2016 sur CTV

- États-Unis : 5,75 millions de téléspectateurs[6] (première diffusion)

- Kate Flannery (Crossing Guard Nancy)
- Jeannette Sousa (Suzanne)
- Gloria Garayua (Nurse Chapel)

### Épisode 3: Titre français inconnu (Westport Zombies)
- États-Unis : 25 octobre 2016 sur ABC
- Canada : 29 octobre 2016 sur CTV

- États-Unis : 5,20 millions de téléspectateurs [7](première diffusion)

Leslie Bibb (Viv)

### Épisode 4: Titre français inconnu (Art Show)
- États-Unis : 1er novembre 2016 sur ABC
- Canada : 5 novembre 2016 sur CTV

- États-Unis : 5,10 millions de téléspectateurs[8] (première diffusion)

Kelly Schumann (Maggie Campbell)

### Épisode 5: Titre français inconnu (The Snub)
- États-Unis : 15 novembre 2016 sur ABC
- Canada : 19 novembre 2016 sur CTV

- États-Unis : 5,28 millions de téléspectateurs[9] (première diffusion)

- Jeanette Sousa (Suzanne)
- Carly Craig (Tara)

### Épisode 6: Titre français inconnu (The Blow-Up)
- États-Unis : 22 novembre 2016 sur ABC
- Canada : 24 novembre 2016 sur CTV

- États-Unis : 6,14 millions de téléspectateurs[10] (première diffusion)

- Leslie Bibb (Viv)
- Wendie Malick (Kathryn)
- Asif Ali (Vali)

### Épisode 7: Titre français inconnu (Power Couple)
- États-Unis : 29 novembre 2016 sur ABC
- Canada : 31 janvier 2017 sur CTV Two

- États-Unis : 5,59 millions de téléspectateurs[11] (première diffusion)

- Kate Flannery (Crossing Guard Nancy)
- Kyle Bornheimer (Bruce)

### Épisode 8: Titre français inconnu (Westport Cotillion)
- États-Unis : 6 décembre 2016 sur ABC
- Canada : 4 mars 2017 sur CTV

- États-Unis : 5,06 millions de téléspectateurs[12] (première diffusion)

- Jessica Wake (Sophie's Mom)
- Isabel Marie Gravitt (Alice McCarthy)
- Jazmin Pollinger (Kimmie Wu)

### Épisode 9: Titre français inconnu (Krampus Katie)
- États-Unis : 13 décembre 2016 sur ABC
- Canada : 19 décembre 2016 sur CTV Two

- États-Unis : 5,32 millions de téléspectateurs[13] (première diffusion)

- Leslie Bibb (Viv)
- Hal Linden (Mr. Montez)
- Eve Sigall (Nora)
- Robert Gant (Tom)
- Meredith Giangrande (Lacey)
- David Theune (Mr. Brannagan)

### Épisode 10: Titre français inconnu (The Playdate)
- États-Unis /  Canada : 3 janvier 2017 sur ABC / CTV Two

- États-Unis : 5,62 millions de téléspectateurs[14] (première diffusion)

- Jessica St. Clair (Chloe Brown Mueller)
- Timothy Omundson (Stan Wallace)
- Lidia Porto (Luz)
- Anna Jimenez Maganini (Roberta)

### Épisode 11: Titre français inconnu (The Snowstorm)
- États-Unis /  Canada : 10 janvier 2017 sur ABC / CTV Two

- États-Unis : 5,93 millions de téléspectateurs[15] (première diffusion)

- Leslie Bibb (Viv)
- Lidia Porto (Luz)

### Épisode 12: Titre français inconnu (Surprise)
- États-Unis /  Canada : 17 janvier 2017 sur ABC / CTV Two

- États-Unis : 5,47 millions de téléspectateurs[16] (première diffusion)

- Carly Craig (Tara)
- Isabel Marie Gravitt (Alice)
- Amarr M. Wooten (Eyo)
- Logan Pepper (Cooper)
- Steve Agee (Don)
- Miles Elliot (Tripp)
- Luke Kim (the kids)

### Épisode 13: Titre français inconnu (Then and Now)
- États-Unis /  Canada : 7 février 2017 sur ABC / CTV Two

- États-Unis : 5,4 millions de téléspectateurs[17] (première diffusion)

- Jenny O'Hara (Mrs. Smith)
- Jeannette Sousa (Suzanne)
- Steve Agee (Don)
- Jason Boegh (Todd)
- Logan Pepper (Cooper)
- Isabel Marie Gravitt (Alice)

### Épisode 14: Titre français inconnu (Time for Love)
- États-Unis /  Canada : 14 février 2017 sur ABC / CTV Two

- États-Unis : 5,33 millions de téléspectateurs[18] (première diffusion)

- Isabel Gravitt (Alice)
- Victor Bell (the choir leader)
- Joe Burnell (Kurt)
- Katie Cleary (Samantha)

### Épisode 15: Titre français inconnu (The Man Date)
- États-Unis /  Canada : 21 février 2017 sur ABC / CTV Two

- États-Unis : 5,21 millions de téléspectateurs[19] (première diffusion)

- Jessica St. Clair (Chloe Brown Mueller)
- Timothy Omundson (Stan Wallace)
- Eddie Shin (Richard)

### Épisode 16: Titre français inconnu (Bag Lady)
- États-Unis : 7 mars 2017 sur ABC
- Canada : 11 mars 2017 sur CTV

- États-Unis : 5,19 millions de téléspectateurs[20] (première diffusion)

Larry Joe Campbell (Ian the store manager)

### Épisode 17: Titre français inconnu (Other People's Marriages)
- États-Unis : 14 mars 2017 sur ABC
- Canada : 18 mars 2017 sur CTV

- États-Unis : 4,9 millions de téléspectateurs[21] (première diffusion)

- Leslie Bibb (Viv)
- Jay Mohr (Alan)

### Épisode 18: Titre français inconnu (The Otto Motto)
- États-Unis : 4 avril 2017 sur ABC
- Canada : 7 avril 2017 sur CTV Two

- États-Unis : 4,39 millions de téléspectateurs[22] (première diffusion)

- Amarr M. Wooten (Eyo)
- Gil Messer (the French teacher)
- Ravi Patel (Grant)
- Alisha Soper (the swimming mom)

### Épisode 19: Titre français inconnu (The Polo Match)
- États-Unis : 11 avril 2017 sur ABC
- Canada : 14 avril 2017 sur CTV Two

- États-Unis : 4,31 millions de téléspectateurs[23] (première diffusion)

- Will Sasso (Billy)
- Carly Craig (Tara Summers)
- Amarr M. Wooten (Eyo)
- Jeannette Sousa (Suzanne)
- Kevin Ashworth (Ron)
- Miya Cech (Marigold)

### Épisode 20: Titre français inconnu (The Walk)
- États-Unis : 18 avril 2017 sur ABC
- Canada : 21 avril 2017 sur CTV Two

- États-Unis : 4,49 millions de téléspectateurs[24] (première diffusion)

- Amarr M. Wooten (Eyo)
- Logan Pepper (Cooper Bradford)
- Carly Craig (Tara Summers)
- Kristin Eggers (Dr Ellie)
- Caitlin Reagan (Willow)
- Barret Swatek (Sage)

### Épisode 21: Titre français inconnu (The Club)
- États-Unis : 2 mai 2017 sur ABC
- Canada : 5 mai 2017 sur CTV Two

- États-Unis : 4,43 millions de téléspectateurs[25] (première diffusion)

- Miya Cech (Marigold)
- Alexa Sutherland (the teenage lifeguard)

### Épisode 22: Titre français inconnu (Dude, Where's My Napkin?)
- États-Unis : 9 mai 2017 sur ABC
- Canada : 12 mai 2017 sur CTV Two

- États-Unis : 4,29 millions de téléspectateurs[26] (première diffusion)

- Tiffani Thiessen (Celeste)
- Alexis Dickey (the bartender)
- Dan Johnson (the leader at the spiritual retreat)
- Heather Stewart (Jackie)

### Épisode 23: Titre français inconnu (Can't Hide it Anymore)
- États-Unis : 16 mai 2017 sur ABC
- Canada : 19 mai 2017 sur CTV Two

- États-Unis : 4,39 millions de téléspectateurs[27] (première diffusion)

- Carly Craig (Tara Summers)
- Jeannette Sousa (Suzanne)
- Barret Swatek (Sage)